# Francisco Varela
Francisco Javier Varela García (ur. 7 września 1946 w Santiago de Chile, zm. 28 maja 2001 w Paryżu) – biolog (neurobiologia) i filozof pochodzenia chilijskiego, od roku 1974 praktykujący buddysta, absolwent Harwardu, m.in. dyrektor CNRS, wykładowca kognitywistyki i epistemologii w École polytechnique i University of Paris, jeden z głównych twórców teorii autopoezy, autor m.in. książek Principles of Biological Autonomy (1979) i The Embodied Mind. Cognitive Science and Human Experience (1991); inspirator utworzenia i organizator Mind and Life Institute. Był również czynnym popularyzatorem swoich koncepcji i wyników badań. Prowadził m.in. wykłady na konferencjach TED, publikowane w internetowych portalach edukacyjnych (m.in. wystąpienia Qué no es vida?, Reflections on Consciousness i inne nt. nauki, sztuki i religii).

## Życiorys

### Edukacja
Ukończył

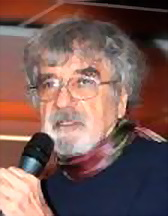
Humberto Maturana, nauczyciel i późniejszy współpracownik

- 1951–1963 – German Lyceum, Santiago, Chile
- 1964–1966 – Pontifical Catholic University of Chile (UC, PUC), School of Medicine w Santiago
- 1965–1967 – University of Chile; stopień M.Sc. w dziedzinie biologii
- 1968–1970 – Harvard University; stopień Ph.D. w dziedzinie biologii

W Instytucie Pedagogiki Uniwersytetu chilijskiego uzyskał ponadto licencjat z filozofii; w Centro de Estudios Humanísticos de la Escuela de Ingeniería wysłuchał wykładów Roberto Torrettiego – filozofa zaliczanego do największych chilijskich myślicieli XX wieku, znawcy dzieł Kanta.
Profesorem biologii był Humberto Maturana, filozof umysłu, przyszły współpracownik naukowy.

### Praca zawodowa
Stanowiska akademickie:
- 1965–1967 – wykładowca School of Medicine, Pontifical Catholic University of Chile
- 1968–1970 – wykładowca Harvard College, Cambridge (Massachusetts)
- 1970–1973 – profesor nadzwyczajny Faculty of Sciences, University of Chile
- 1974–1978 – profesor nadzwyczajny Medical School, University of Colorado (Denver)
- 1979–1980 – badawczy profesor nadzwyczajny w Brain Research Laboratories, New York University School of Medicine
- 1980–1985 – profesor biologii w Faculty of Sciences, University of Chile; 1984 – starszy wizytujący pracownik naukowy w Max Planck Institute for Brain Research (Max-Planck-Institut für Hirnforschung), Frankfurt nad Menem
- 1986–1988 – profesor nadzwyczajny w Institut des Neurosciences, CNRS-Université de Paris VI
- 1986–1991 – Fondation de France Professor kognitywistyki i epistemologii, CREA, École polytechnique
- 1988–2001 – dyrektor ds badań w CNRS
- 1989–1992 – dyrektor ds programu w Collège international de philosophie (CIPh Paryż)
- 1992 – profesor wizytujący w ETH w Zurychu

## Tematyka badań
Jego mentorem od czasów studiów był Humberto Maturana, który w 1960 roku wrócił ze Stanów Zjednoczonych, gdzie pracował w Massachusetts Institute of Technology, zajmując się – wspólnie z Jerome Lettvinem – anatomią i neurofizjologią zwierząt, głównie wzrokiem (zob. oko żaby).
W Santiago kontynuował badania, włączając do nich Francisco Varelę, początkowo studenta, a wkrótce pracownika uniwersytetu. Badania zmierzały do wyjaśnienia przebiegu procesów poznawczych i ich roli w kształtowaniu się świadomości i samoświadomości.
W ramach pracy doktorskiej nt. Retinas; Information processing in the compound eye Varela zajmował się problemami przetwarzania informacji odbieranych przez zmysł wzroku owadów, czyli w ich oku złożonym z wielu fasetek, z odrębnymi aparatami dioptrycznymi i receptorami (tworzą odpowiednik „siatkówki” w analizatorze wzrokowym człowieka). W oku powstaje obraz mozaikowy, złożony z niezależnie spostrzeganych małych wycinków pola widzenia.
Wśród kolejnych opublikowanych przez niego prac wymienia się artykuły nt. procesu wzrokowego poznawania obserwowanego otoczenia przez pszczoły miodne (np. 1972 – H. Maturana, F. Varela, S. Frenk, Size constancy and the problem of perceptual spaces).

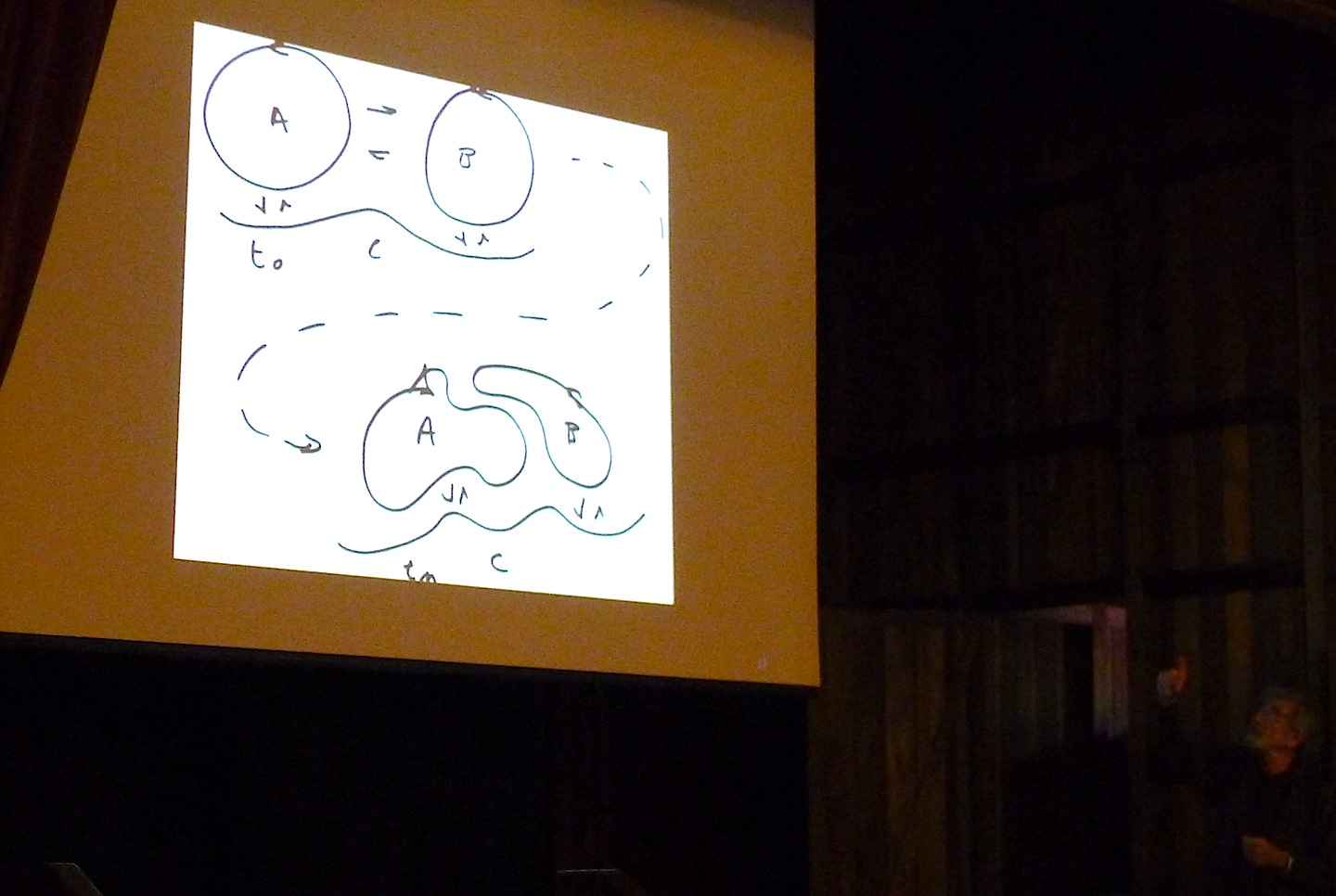
H. Maturana w czasie wykładu (2012)

Weszło to w zakres wieloletnich poszukiwań rozwiązań podstawowych problemów filozoficznych (zob. epistemologia), dotyczących życia jako zjawiska, takich jak biogeneza, dylemat psychofizyczny, zagadnienia świadomości zwierząt w różnych okresach ewolucji, istnienie lub nieistnienie rzeczy samej w sobie (por. esencjalizm a fenomenalizm). Prace doprowadziły m.in. do opisu systemu autopoietycznego (zasad samoorganizacji systemów złożonych). Stały się podstawą tzw. cybernetyki drugiego rzędu („cybernetyka cybernetyk”).
Jednym z celów badań stało się poszukiwanie odpowiedzi na pytania Thomasa Nagela: Jak to jest być nietoperzem? lub rozwiązania „trudnego problemu” świadomości, wskazanego przez Davida Chalmersa
Wśród najbardziej znanych dokonań F. Vareli wymienia się opracowanie koncepcji systemu autopoietycznego oraz zastosowanie enaktywnego podejścia do systemu nerwowego i poznania oraz do układu odpornościowego.
Varela wskazywał, że istota świadomości jest trudna do wyjaśnienia (jest od wieków przedmiotem sporów myślicieli), ponieważ nie może być rozwiązana metodami obiektywnymi, z wykorzystaniem danych dostępnych wyłącznie „z zewnątrz” – gromadzonych przez behawiorystów w czasie obserwacji zachowań, interpretacji mowy ciała i mimiki (zob. np. prace P. Ekmana) lub przez neuronaukowców, stosujących takie nowoczesne techniki badań laboratoryjnych, jak EEG, MEG, PET lub MRI, w tym fMRI. Dowodził, że w czasie badania świadomości człowieka konieczne i możliwe jest stosowanie również „perspektywy pierwszoosobowej”, że opis stanów własnego umysłu dostarcza niezbędnych „danych z wewnątrz”. Źródło takich danych jest z konieczności subiektywne, lecz mogą one być wiarygodne (jednoznaczne i powtarzalne), jeżeli badana osoba jest dobrze przygotowana do analizowania własnego samopoczucia, a naukowiec zna język (klasyfikację możliwych stanów umysłu), stosowany w czasie jego opisu. Varela stwierdził, że realizacja odpowiedniego programu badań, który nie mieści się w granicach takich multidyscyplinarnych dziedzin nauki jak neuronauka i kognitywistyka, wymaga wykorzystania fenomenologii. Nową dziedzinę nazwał „neurofenomenologią”, uznając ją za „metodologiczne lekarstwo na «trudny problem»” (Maturana i Varala bywają zaliczani do konstruktywistów zorientowani poznawczo).
W czasie wywiadu, który przeprowadziła Susan Blackmore, zatytułowanego O świadomości wiemy tyle, co ludzie przed Galileuszem patrzący w niebo (cytat z treści wywiadu), Varela skomentował m.in. wpływ, jaki wywarła na niego filozofia buddyjska:

… zabrało mi około dziesięciu lat, by zdać sobie sprawę z tego, że za moją praktyką uspokajania umysłu kryła się jego buddyjska teoria. Było to fascynujące – jak ukryty skarb, który ludzie ci utrzymywali przy życiu oraz wspaniale wyrażali i analizowali. To był punkt, w którym tradycja pierwszej osoby wpłynęła na moje życie profesjonalne […] Doprowadziło mnie to jednoznacznie do pojęcia wcielenia, które wyraziłem w mojej książce The Embodied Mind (Wcielony umysł). Uczyniłem to po to, by przesunąć naukę kognitywną od idei przetwarzania informacji ku perspektywie enaktywnej, wcielonej, która obecnie przyjmuje się całkiem dobrze. Zmieniło to mój sposób uprawiania nauki, a sformułowanie neurofenomenologii jest krokiem w tym właśnie kierunku.

Nowe koncepcje uczonych z Santiago bardzo wysoko oceniał m.in. Fritjof Capra; w artykule zatytułowanym The Santiago Theory of Cognition, The Immune System Our Second Brain, wyraził opinię, że „teoria z Santiago” jest pierwszą teorią naukową, która likwiduje wskazany przez Kartezjusza podział rzeczywistości na fizyczną i umysłową (dualizm kartezjański), pokazując dwa nierozerwalnie związane aspekty życia (na każdym poziomie organizacji) – aspekt procesu i aspekt struktury.

## Publikacje

### Artykuły naukowe
Spośród bogatego zbioru opracowanych artykułów poniżej wymieniono tytuły wydanych w okresie pięciu pierwszych lat, charakteryzujące źródła inspiracji naukowych autora:
- 1969 – F. Varela, K.R. Porter, The fine structure of the visual system of the honeybee. I. The retina, J.Ultrastruct.Res. 29:236–258.
- 1970 – F. Varela, H. Maturana, Time courses of excitation and inhibition in the vertebrate retina, Exp.Neurol. 26:53–59.
- 1970 – F. Varela, The fine structure of the visual system of the honeybee.II. The lamina, J.Ultrastruct.Res 31:178–194.
- 1970 – F. Varela, W. Wiitanen, Optics in the compound eye of the honeybee, J.Gen.Physiol., 55:336–358.
- 1971 – W. Wiitanen, F. Varela, Analysis of the organization and overlap of visual fields in the compound eye of the honeybee, J.Gen.Physiol. 57:303–325.
- 1971 – F. Varela, Self-consciousness: Adaptation or epiphenomenon?, Studium Generale 24:426–439.
- 1971 – D. Moran, F. Varela, Microtubules and sensory transduction, Proc.Natl.Acad.Sci.USA 68:757–760.
- 1971 – F. Varela, The vertebrate and the compound eye in evolutionary perspective, Vision Res. (Suppl.) 11:201–210.
- 1972 – H. Maturana, F. Varela, S. Frenk, Size constancy and the problem of perceptual spaces, Cognition 1:97–104.
- 1973 – F. Varela, H. Maturana, Mechanism and biological explanation, Phil.Sci. 39:378–382.
- 1974 – F. Varela, H. Maturana, R. Uribe, Autopoiesis: The organization of living systems, its characterizationand a model, Biosystems 5:187–196. Reprinted in: Cybernetics Forum 10:7–14,1982; German translation in:, Erkennen: Die Organisation und Verkörperung von Wirklichkeit, Vieweg, Wiesbaden, 1982, s. 157–167; Italian translation in: La Nuova Critica, No 64, 1982, s. 5–21.

### Książki
Wybór:
- F. Varela, Los Ojos de los Insectos, Editorial Alhambra, Madryt, 1974
- H. Maturana, F. Varela, Autopoiesis and Cognition: The realization of the living D. Reidel, Boston, 1980; wydana w językach (kolejno): hiszpański, włoski, niemiecki, japoński, portugalski, francuski
- H. Maturana, F. Varela, The Tree of Knowledge: A new look at the biological roots of human understanding, Shambhala/New Science Library, Boston, 1987; wydana w językach (kolejno): hiszpański, niemiecki, włoski, japoński, duński, holenderski, grecki, francuski, portugalski, słoweński, wietnamski, rosyjski
- F. Varela, Connaître: Les Sciences Cognitives, tendences et perspectivess, Editions du Seuil, Paris, 1988; wyd. 2: Invitation aux Sciences Cognitives, Seuil, Points Sciences, 1996 (wydana w językach: włoski, hiszpański, niemiecki, portugalski)
- F. Varela, E. Thompson, E. Rosch, The Embodied Mind: Cognitive science and human experience, MIT Press, Cambridge, 1991; wydana lub planowana do druku w językach: niemiecki, włoski, francuski, hiszpański, portugalski, brazylijski, japoński, koreański, chiński
- F. Varela, Un Know-how per l’ettica, The Italian Lectures 3, Editrice La Terza, Roma, 1992; do 1999 roku przetłumaczona na język (kolejno): niemiecki, portugalski, francuski, hiszpański, angielski

zapowiedzi (po lipcu 2000)
- E. Thompson, F. Varela, Lived Body: Why the Mind is not in the Head, Harvard University Press
- N. Depraz, F. Varela, P. Vermersch, On Becoming Aware: Steps to a Phenomenological Pragmatics, Benjamin Publishing, Advances in Consciousness Research, Nowy Jork
- F. Varela, Laying down a Path in Walking: Cognition from an enactive viewpoint

## Mind and Life Institute
Fascynacja filozofią buddyjską sprawiła, że w latach 1983–1984 Francisco Varela rozpoczął starania o utworzenie forum poważnego dialogu o związkach buddyzmu i nauki. Otrzymał zapewnienie Dalajlamy XIV – bardzo zainteresowanego nauką zachodnią – o zadowoleniu z takiej inicjatywy. Wspólnie z prawnikiem o podobnych zainteresowaniach, R. Adamem Engle, zorganizował w październiku 1987 roku pierwsze spotkanie – interdyscyplinarną międzykulturową debatę o zagadnieniach umysłu i życia. Spotkania postanowiono ponawiać. W kolejnych latach pojawiła się inicjatywa powołania Mind and Life Institute i rozpoczęcia wspólnych badań naukowych, których kierunki są omawiane w czasie Dialogów z Dalajlamą. Instytut (MLI) powołano w 1990 roku. Wyniki badań, prowadzonych w różnych laboratoriach badawczych świata (m.in. neuroobrazowania mózgu osób w różnym stopniu kontrolujących stan umysłu dzięki medytacji), są tematem licznych publikacji i prezentacji na międzynarodowych konferencjach.

## Wyróżnienia i upamiętnienie
Wybór:
- Presidential Medal of Italy for Contributions to Science and Culture
- 1986 – Interamerican Science Prize Manuel Noriega (O.A.S.) for Biological Sciences
- 1984 – Alexander von Humboldt Fellow
- 1983 John S. Guggenheim Fellow –
- 1981–1984 – Director, Chilean Society for Biological Research
- 1976–1978 – Alfred P.Sloan Foundation Award in the Neurosciences
- 1968–1970 – Fulbright Travel Fellow
- 1968–1970 – Paul Mazur Fellowship for Graduate Study, Harvard University

Instytut MLI upamiętnił Francisco Varelę ustanawiając The Mind and Life Francisco J. Varela Research Awards (Varela Awards). Fritjof Capra i Pier Luigi Luisi zadedykowali mu swoją książkę The Systems View of Life: A Unifying Vision.

## Życie osobiste
Francisco Varela był dwukrotnie żonaty. Pierwszą żoną była Leonor z domu Palma. Mieli troje dzieci (Leonor, Alejandra, Javier). Z drugą żoną – Amy Cohen Varela – miał syna Gabriela. Zmarł w wieku 54 lat z powodu choroby nowotworowej, zachowując do końca życia zainteresowanie wybraną dziedziną badań (w 2000 roku ósmą z dyskusji Mind and Life, dotyczącą emocji destrukcyjnych i możliwości im przeciwdziałania, obserwował za pośrednictwem telewizyjnego łącza biura Dalajlamy ).